# 福井県児童科学館
福井県児童科学館（ふくいけんじどうかがくかん）は、福井県坂井市春江町東太郎丸にある児童館と科学館の機能を融合した大型文化施設。愛称は「エンゼルランドふくい」。

## 概要
1999年（平成11年）6月1日に開館した。指定管理者は、ふくい福祉事業団・丹青社　福井県児童科学館運営共同体。名誉館長は宇宙飛行士の毛利衛。これは毛利の父親が当地の出身であることに由来する。2016年（平成28年）4月11日～10月下旬頃まで、改修工事のため展示エリアを一時的に閉鎖し、その後の10月22日、リニューアルオープンした。
本館と別館の2つの建物と屋外遊具・広場が設置されている。毎年多くの観光客が訪れる観光地であるだけでなく、地域の子供たちの遊び場や、地元宇宙少年団の活動拠点にもなっている。

## 施設

### プレイエリア
- クラフトルーム（2階）
- コンピュータールーム（2階）
- コミュニティルーム（2階）
- プレイザウルス（1階・2階）
- サイエンスラボ（1階）
- 幼児コーナー（1階）
- 展望フロア（屋上）

### センターエリア
- スペースシアター（全天周映画・プラネタリウム）
- ファンタジーエッグ（1階）

### 展示エリア
- わくわくナンバー（1階）
- 月面宇宙基地（1階）
- いろいろスケール（1階）
- うきうきフォーム（1階）
- ジオ・エンゼル（1階）（横３ｍ×縦７ｍの大型モニター）
- のびのびイメージ（2階）
- ゆらゆらバランス（2階）
- ひかりドーム（2階）
- ぐるぐるリピート（2階）
- とことこモーション（2階）
- おやこラボ（2階）
- コミュニケーション・ラボ（2階）

### 屋外広場
- アスレチック遊具
  - こどもの雲
  - こどもの村

### 太陽と風の砦（別館）
- 太陽光や風力など、エネルギーの仕組みを楽しく学べる。

### その他エリア
- レストラン
- ミュージアムショップ

## 受賞歴
- JCDデザイン賞（2000年）
- 日本建築学会作品選集（2001年）

## アクセス
- 京福バス
  - 北陸新幹線 福井駅から - 25系統（エンゼルランド線）・28系統（運転者教育センター線）「エンゼルランドふくい」下車。途中、福井鉄道福武線 福井城址大名町駅から約80 mの「大名町」、田原町駅から約160 mの「田原町」を経由する。
  - 丸岡城・丸岡バスターミナルから - 47系統（春江丸岡線）「大石コミュニティセンター」行きにて「春江支所」下車、徒歩約7分。休日・年末年始運休。
- えちぜん鉄道三国芦原線 太郎丸エンゼルランド駅より、徒歩約15分。
- ハピラインふくい線 春江駅より、徒歩約20分。駅前より先述の京福バス47系統も利用可能。
- E8 北陸自動車道 丸岡IC（ETC専用）より約15分。

## 周辺
- 福井空港
- 春江郵便局
- 春江病院
- 福井県運転者教育センター
- 坂井市立春江中学校
- 坂井市立春江西小学校